# Keith Macpherson Smith
Keith Macpherson Smith, né le 20 décembre 1890 et mort le 19 décembre 1955, est un aviateur australien. Lui, son frère, Sir Ross Macpherson Smith, le sergent James Mallett (Jim) Bennett et le sergent Walter (Wally) Shiers, deviennent les premières personnes à voler de l'Angleterre vers l'Australie.

## Biographie

### Origine et jeunesse
Son père émigre d'Écosse vers l'Australie occidentale, puis devient pasteur en Australie méridionale. Sa mère, née en Australie occidentale, est la fille d'un pionnier écossais. Les deux garçons sont pensionnaires à la Queen's School, à North Adelaide, et pendant deux ans à la Warriston School, en Écosse.
Il est médicalement inapte à rejoindre la Première Force Impériale Australienne, mais est accepté dans le Royal Flying Corps et la Royal Air Force en tant que pilote entre 1917 et 1919,.

### La grande course aérienne
En 1919, le gouvernement australien offre un prix de 10 000 livres sterling aux premiers Australiens à bord d'un avion britannique à voler de la Grande-Bretagne à l'Australie. Le 12 novembre 1919, les frères, ainsi que les sergents Jim Bennett et Wally Shiers, quittent l'aérodrome d'Hounslow, en Angleterre, à bord d'un avion Vickers Vimy, pour finalement atterrir à Darwin, en Australie, le 10 décembre, après avoir mis moins de 28 jours pour un temps de vol réel de 135 heures. Les quatre hommes se partagent le prix de 10 000 livres sterling. Keith et Ross Smith sont rapidemement anoblis, tandis que Shiers et Bennett sont commissionnés et reçoivent chacun une barrette à leur Air Force Medal (en).
L'avion est conservé dans un musée à l'aéroport d'Adélaïde, en Australie-Méridionale.

### Plus tard dans la vie
Keith Macpherson Smith planifie un vol autour du monde en 1922, mais abandonne ce projet après la mort de son frère Ross lors d'un vol d'essai. Il vit ensuite et travaillé à Sydney en tant qu'agent de Vickers, vice-président de British Commonwealth Pacific Airlines (rachetée par Qantas en 1954) et directeur de Qantas Empire Airways et de Tasman Empire Airways Limited (filiale d'Imperial Airways, l'ancêtre de British Airways).